# 鄭彩
鄭彩（1605年—1659年），字羽長，泉州府同安县安仁里高浦（今福建省厦门市集美区杏林街道高浦社区）人，明朝末年海盗，后接受招安，成为明朝将领。

## 生平
1625年（明天啟五年），與父親鄭明一起投奔鄭芝龍，並自稱鄭芝龍的同族。鄭芝龍十分器重他，以他為猶子（一说郑彩是郑芝龙的侄子）。鄭彩據廈門，他的弟弟鄭聯則據浯州（今金門縣），均為鄭氏集團的重要人物。
鄭芝龍被明廷招安之後，鄭彩被封為總兵。隆武帝在福建稱帝時，封鄭彩為永勝伯。隆武帝以鄭鴻逵為元帥，出兵浙東；以鄭彩為副元帥，出兵江西；但二人皆以軍糧缺乏為由逗留不前。
1647年，隆武帝為清兵所破。鄭彩將魯王朱以海的勢力迎入福建，受封建國公。鄭彩負責同日本和琉球聯絡，從琉球獲取硫磺，並向日本乞師。鄭彩聯合鄭成功進攻海澄，但失敗。
1650年，鄭成功突襲廈門，鄭聯被殺。鄭彩不得已交出兵權，鄭成功以禮待之。鄭彩退隱，後於1659年在廈門去世。（一說率殘兵遁入海中，鄭成功以書招之，遂降，不久逝世。）
1655年，隱元和尚東渡日本之前，鄭彩曾以詩《乙未端陽小詠一律似隱元老禪師政》一首贈之。
1663年，清兵破廈門並屠城四日，剖鄭彩之棺並殘其屍。